# Blăgești (župa Vaslui)
Blăgești je rumunská obec v župě Vaslui. Žije zde přibližně 1 200 obyvatel. Obec se skládá ze tří částí.

## Části obce
- Blăgești – 902 obyvatel
- Igești – 209 obyvatel
- Sipeni – 67 obyvatel